# 圣约瑟医院 (马赛)

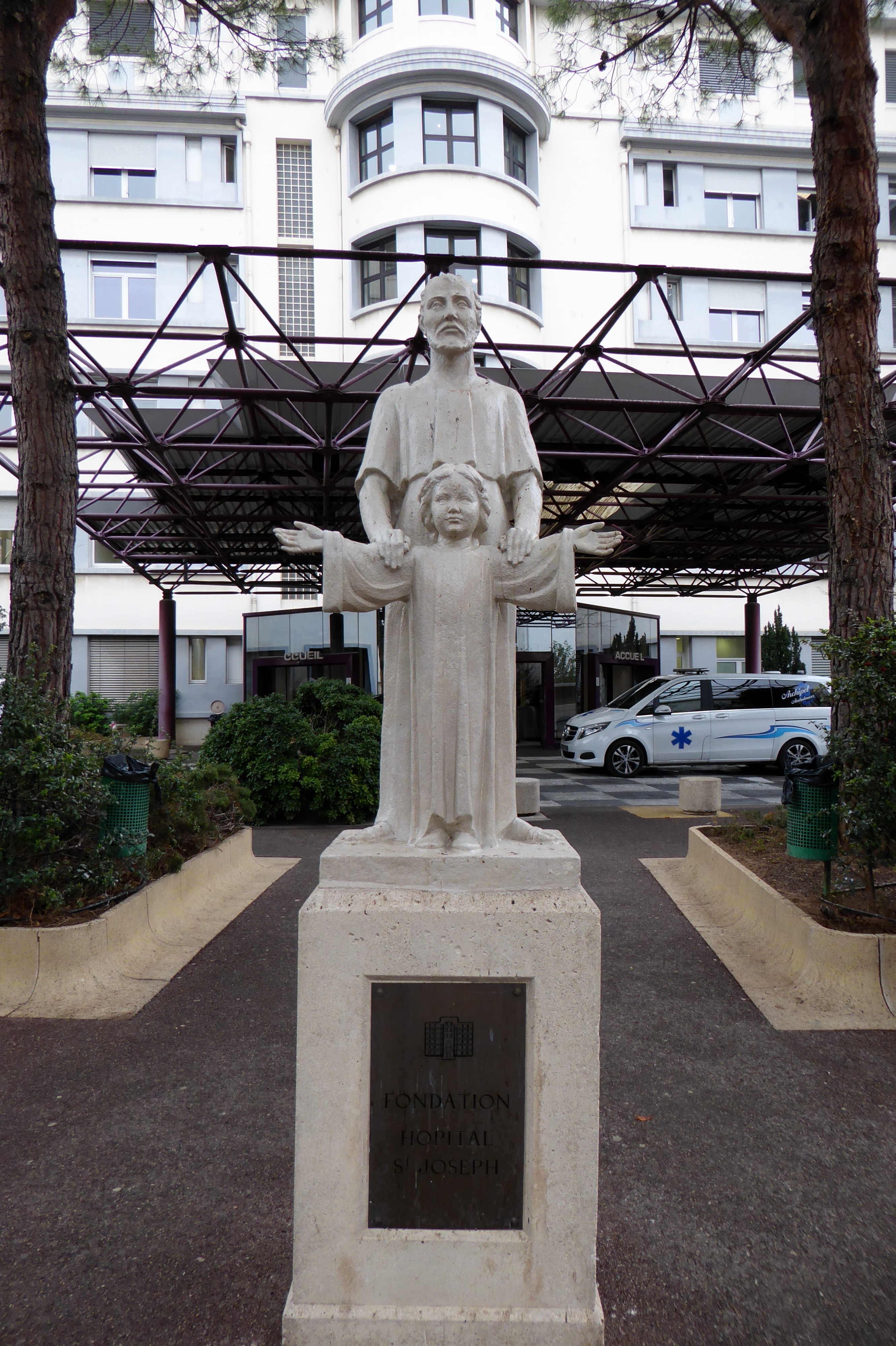

圣约瑟医院(法语:Hôpital Saint-Joseph)，是位于法国普罗旺斯-阿尔卑斯-蓝色海岸大区罗讷河口省马赛第8区鲁汶大道的一所私立的非牟利医院，由让·巴蒂斯特·福魁创立，于1920年3月20日开幕。